# Raul Paz
Pour les articles homonymes, voir Paz.
 (juillet 2012).
Si vous disposez d'ouvrages ou d'articles de référence ou si vous connaissez des sites web de qualité traitant du thème abordé ici, merci de compléter l'article en donnant les références utiles à sa vérifiabilité et en les liant à la section « Notes et références ».
Raúl Paz est un auteur-compositeur-interprète (chanteur et musicien) cubain né en 1969 dans la province de Pinar del Río, à San Luis précisément, à l'ouest de Cuba. Sur fond de  musique cubaine, il compose dans un style bien à lui. Il compose des textes à l'ancienne sur des rythmes plus modernes. Il affectionne tout particulièrement le mélange des genres.

## Études
Dès son plus jeune âge, Raúl Paz fait des études musicales à l’Institut Supérieur des Arts de La Havane. Pendant 10 ans, il y étudie le violon, le solfège, l’harmonie, le contrepoint, le chant et un peu de direction d’orchestre.                                                               
Il n’en est pas moins intéressé par le rock, en se branchant sur les radios américaines où il découvre Deep Purple, Led Zeppelin ou Bob Marley. Il exprime toujours de nombreuses influences dans chacun de ses albums.

## Carrière
En 1996, il quitte Cuba pour Paris afin d'étudier à la Schola Cantorum. Afin de pallier le manque d'argent, on le retrouve très vite sur la scène latino, jouant au New Morning, au Hot Brass et au Bataclan.
En 1999, il participe au concert de La Fania All Stars au Zénith de Paris et y rencontre Ralph Mercado, fondateur du label RMM, qui lui propose d’enregistrer son premier disque à Miami. Cuba Libre (rebaptisé Imaginate pour le marché américain), sort en 1999 et est vendu à près de 100 000 exemplaires. La presse américaine new-yorkaise le consacre "révélation masculine de l’année"[réf. nécessaire]. 
Sa carrière démarre avec de multiples concerts donnés aux États-Unis, mais la mort de Celia Cruz et de Tito Puente oblige Ralph Mercado à fermer son label et met fin à sa collaboration avec Raúl Paz en 2001. 
Il profite alors de cette période pour s’ouvrir à d’autres styles de musiques. Il enregistre notamment 
Contigo, chanson écrite avec DJ Arian.
De retour à Paris, il signe avec le label Naïve avec lequel il sort Mulata en 2003. Cet album qui mélange musique cubaine, pop, hip-hop et riffs de rock, est la révélation auprès du public français. L’album est vendu à 60 000 exemplaires. 
En 2005, Revolucion, album enregistré à La Havane, dans les studios Egrem, reste dans la droite ligne de Mulata. 
Avec En casa, album enregistré en 2006, Raúl Paz revisite la musique de son enfance en "révolutionnant" ces sons de toujours. 
Au mois d'août 2008, Raul Paz a quitté la France pour retourner vivre à Cuba alors qu'il y réalisait une belle carrière depuis de nombreuses années. Depuis son retour à Cuba, Raul Paz a présenté son album "Havanization" (La havanization est un mouvement artistique se développant à Cuba) en 2010.
Il a écrit des chansons pour plusieurs artistes notamment pour Florent Pagny, la chanson "C'est comme ça" et un album complet nommé "Habana" en 2016.
Raul Paz est Chevalier de l'ordre du Mérite depuis 2013.
Il est de retour en 2024 avec le single "Así no", sorti le 13 décembre 2024, premier single de l'album "Guarijo Chic" paru en février 2025.
Une tournée en France est prévue, elle commencera au New Morning le 18 mars 2025.

## Discographie

### Albums
- 1999 : Cuba Libre / Imaginate
- 2000 : Blanco y Negro
- 2003 : Mulata
- 2005 : Revolucion
- 2006 : En casa
- 2007 : En Vivo - 1er CD-DVD Live
- 2008 : Amigos por Paz
- 2010 : Havanization
- 2014 : Ven Ven
- 2018 : Vidas
- 2019 : Raul Paz en concierto
- 2021 : El Puente
- 2025 : Guarijo Chic

### Compilations
- 2015 : La otra esquina

### Singles
- 2000 : Contigo

### Collaborations
2009 : C'est comme ça (Florent Pagny)
2016 : Habana (Florent Pagny)